# Иордан, Андрей Андреевич
Андрей Андреевич Иордан (22 декабря 1934, с. Кларус, АССР немцев Поволжья — 20 января 2006, Бишкек, Кыргызстан) — советский, киргизский партийный и государственный деятель, и. о. премьер-министра Кыргызстана (1991—1992).

## Биография
С 1950 года — рабочий Богословского алюминиевого завода (Краснотурьинск, Свердловская область, в 1954—1964 годы работал в Оше (Киргизская ССР) литейщиком, бригадиром, мастером, начальником цеха Ошского авторемонтного завода. В 1968—1972 годы — директор Кара-Сууского авторемонтного завода.
С 1972 года, после окончания Фрунзенского политехнического института, работал в Министерстве автомобильного транспорта и шоссейных дорог Киргизской ССР: главный инженер, затем управляющий Южным производственным автотрестом, с 1979 года — заместитель министра.
В последующие годы занимал различные должности в структурах правительства: председатель Государственного комитета Киргизской ССР по обеспечению нефтепродуктами (1983—1987), министр автомобильного транспорта и шоссейных дорог Киргизской ССР (1987—1988), председатель Госкомитета Киргизии по транспорту и автомобильным дорогам (1988—1991) и одновременно заместитель Председателя Совета Министров Киргизской ССР (1989—1991).
С 1991 года — Государственный секретарь Кыргызстана, исполнял обязанности Премьер-министра (29.11.1991 — 10.2.1992), затем — министр торговли и материальных ресурсов (1992—1993), вице-премьер-министр — министр промышленности, материальных ресурсов и торговли Кыргызстана (1993—1994), министр промышленности и торговли (1994—1996), министр внешней торговли и промышленности (1994—1998).
С 1998 года до последнего дня своей жизни работал советником Премьер-министра Кыргызстана.
Депутат Верховного Совета Киргизской ССР (с 1985).

### Семья
Жена — Светлана Владимировна Иордан,
- дочь — Оксана (р. 1958)[4].

## Награды и звания
- Почётная грамота Верховного Совета Киргизской ССР (дважды)
- медаль «За доблестный труд»
- медаль «Данк» (2001[4])
- Заслуженный работник промышленности Кыргызской Республики[3].